# Tingsås distrikt
Tingsås distrikt är ett distrikt i Tingsryds kommun och Kronobergs län. Distriktet ligger i och omkring Tingsryd. 

## Tidigare administrativ tillhörighet
Distriktet inrättades 2016 och utgörs av det område Tingsryds köping omfattade till 1971 och vari Tingsås socken i sin helhet uppgick 1952.
Området motsvarar den omfattning Tingsås församling hade 1999/2000.